# La Fosca (Palamós)
La Fosca és una entitat de població del municipi de Palamós a la comarca del Baix Empordà. En el cens de 2006 tenia 22 habitants.
Antigament pertanyia al terme de Sant Joan de Palamós, juntament amb d'altres veïnats.
Aquest indret és conegut per les seves platges, per l'arquitectura de les cases del seu passeig, i per tenir a prop el Castell de Sant Esteve de Mar (amb l'església de Sant Esteve). Hi ha també la capella de Santa Maria de la Fosca, edificada a mitjans del S. XX.
Més enllà del castell s'hi troba la Cala de s'Alguer. Anant cap a Palamós s'hi troba la Cala Margarida.